# کلیبر مونتریو
کلیبر مونتریو (به پرتغالی: Cléber Monteiro de Oliveira) هافبک اهل برزیل است که در شهر بلو هوریزونته و در تاریخ ۲۳ مهٔ ۱۹۸۰ به دنیا آمده‌است.
کلیبر مونتریو در تیم‌های فوتبال کروزیرو سابقهٔ حضور دارد.